# KISS & SMILE
KISS & SMILE（キッス・アンド・スマイル）は、bayfmで毎週金曜日に13:00から15:40まで放送されている番組である。

## 番組概要
2019年3月まで「SKY GATE KISS & SMILE」として成田国際空港第1ターミナル5階のオープンスタジオ「SKY GATE」から公開生放送されていたが、同スタジオの閉鎖に伴い4月からbayfm本社スタジオで放送、タイトルも変更されている。
テーマ曲は引き続き、国府弘子「トゥモロウ・ネヴァー・ノウズ」。

## コーナー
SKY GATEと違い、今週のテーマがなく、リスナーからの近況報告のメールを読み上げている。途中にUPDATES、TRAFFIC UPDATES、WEATHER UPDATESを挟むが、SKY GATE時代と同様に情報アナウンサーが担当する。また、2022年3月まで放送されていた、日本直販（トランスコスモス）提供の「RADIO PRO SHOPPER!」は森口の出演はなく、アシスタントDJが担当していた。
オープニング
博子のOh!Hey!Yeah!（14:00頃）
2019年4月から開始したコーナー。ゲストを招いてトークする。ゲストが居ない時は休止。
ニューソンGOOD!音がモリモリ（14:20頃）
2019年4月から開始したコーナー。気になる歌手と歌を紹介する。ゲストが居る時は休止。
私の人生バイブルソング（15:00頃）
前番組より継続。リスナーから自身のあることに対してきっかけとなった歌を紹介する。
HEART LETTER（15:00頃）
前番組より継続。聴取者が番組を通じて伝えたい想いを直筆の手紙や葉書で送り、森口が番組で紹介する。2020年5月8日放送分で本社スタジオでの放送になって初めて放送された。
バースデーコール（15:30頃）
前番組より継続。事前に応募した、放送日当日もしくは近くの日に誕生日を迎えた人から抽選で森口からバースデーソングを送る。
TRAFFIC UPDATES（13:40頃、14:40頃、15:15頃、15:40頃）
WEATHER UPDATES（13:55頃）
UPDATES（14:56頃）
UPDATES系は森口ではなく、情報アナウンサーが担当する。
エンディング
次番組「シン・ラジオ」DJとのクロストークは行わず、番組紹介のみ。森口自身の出演情報を紹介するなどトークをし、お別れの挨拶。

## 出来事
- 2019年5月3日は特番「柏髙島屋ステーションモール プレミアム・スタイル」の公開生放送のため番組自体は休止。森口と福田麻衣がDJを務めた。
- 2019年8月17日（土曜日）は「KEIYOGINKO POWER COUNTDOWN REAL」内のコーナー「MUSIC REAL JOURNAL ANNEX」にて、森口博子のアルバムが特集された。
- 2019年9月20日は森口がライブ（Anison Days Festival 2019）に出演するためお休み、押切もえがピンチヒッターとして福田と番組を担当。
- 2020年3月20日は特番「KISS & SMILE The BAY☆LINE one team special」と題して両番組通して放送。
- 2020年9月25日放送分でSky Gate時代から放送されてから通算で500回を迎えた。
- 2020年10月23日は森口がお休み、SING_LIKE_TALKINGの佐藤竹善と、トムセン陽子が代演を務めた。
- 2022年7月29日は森口がコロナウイルス感染で休み、平原綾香と宇佐美友紀が代演を務めた。
- 2024年2月23日は森口が体調不良で休み、早見優と宇佐美友紀が代演を務めた。
- 2025年5月23日は森口お休みの為早見優が代演を務めた。

## 外部サイト
- 番組ブログ

| bayfm 金曜日 13時00分 - 15時50分                      | bayfm 金曜日 13時00分 - 15時50分 | bayfm 金曜日 13時00分 - 15時50分 |
| 前番組                                                | 番組名                           | 次番組                           |
| ----------------------------------------------------- | -------------------------------- | -------------------------------- |
| SKY GATE KISS & SMILE （2011年1月7日～2019年3月29日） | KISS & SMILE （2019年4月5日 -）  | -                                |